# Kapitulacja wittenberska
Kapitulacja wittenberska (podpisana 19 maja 1547 roku) – wydarzenie polityczne w Świętym Cesarstwie Rzymskim Narodu Niemieckiego, w którym godność elektorska została przeniesiona przez cesarza Karola V z władcy ernestyńskiej Saksonii Jana Fryderyka Wspaniałomyślnego na księcia albertyńskiej Saksonii Maurycego Wettyna. Ponadto ernestyńska Saksonia została pozbawiona swojego terytorium na rzecz nowego albertyńskiego elektoratu i Czech.
Kapitulacja była karą za bunt przeciwko cesarzowi. Czołowi przywódcy ligi szmalkaldzkiej – Jan Wspaniałomyślny i landgraf Hesji Filip – zostali wzięci do niewoli cesarskiej w latach 1547–1552.
Maurycy (pejoratywnie nazwany przez protestantów „Judaszem z Miśni”), mimo tego że był protestantem, opowiedział się w wojnie szmalkaldzkiej po stronie (katolickiego) cesarza rzymskiego. Jednakże pięć lat później zdradził go w powstaniu książąt i z pomocą Francuzów wymusił na nim pierwszą formalną akceptację protestantyzmu w Świętym Cesarstwie Rzymskim w tzw. pokoju w Pasawie (1552 rok).
W 1555 roku kwestie prawne zostały uregulowane przez pokój augsburski.